# Mordellistena andreae
Mordellistena andreae är en skalbaggsart som beskrevs av Leconte 1862. Mordellistena andreae ingår i släktet Mordellistena och familjen tornbaggar. Utöver nominatformen finns också underarten M. a. andreae.